# Carlos Casares (gobernador)
Carlos Gumersindo Casares (Buenos Aires, Argentina, 13 de febrero de 1830–Magdalena, provincia de Buenos Aires, 2 de mayo de 1883) fue un político argentino, gobernador de la provincia de Buenos Aires entre 1875 y 1878. Fue quien impulso la extensión de las vías férreas hacia distintos puntos de la Provincia, incluyendo la región en la que se ubica hoy la ciudad que lleva su nombre: Carlos Casares (Provincia de Buenos Aires).

## Biografía
Carlos Casares era hijo de un Cónsul español, Vicente Casares, y de Gervasia Rojo. Era tío de Vicente Lorenzo del Rosario Casares, conocido públicamente como Vicente Casares. En su juventud se dedicó a administrar tareas rurales y comerciales, así como fue a estudiar a Alemania. [cita requerida]
Al regresar a la Argentina, fue un acérrimo opositor del gobernador bonaerense Juan Manuel de Rosas, tras la batalla de Caseros, en 1852, fue seguidor de Bartolomé Mitre, aunque se afiliaría luego al partido que dirigía Adolfo Alsina, opositor al de este último. Durante su gobernación debería hacer frente a los conflictos desatados entre el mitrismo y el bando de Alsina, quienes amenazaban con rebeliones armadas por un lado y la autonomía por otro.
Durante nueve años se desempeñó como presidente del Banco de la Provincia de Buenos Aires y administró el entonces llamado Ferrocarril del Oeste.
En 1875 fue elegido Gobernador de Buenos Aires, cargo que asumió el 1 de mayo de ese año. Entre su obra de gobierno puede mencionarse la autorización para la fundación de pueblos como Necochea, General Conesa y la expedición contra los indígenas del sur comandada por Adolfo Alsina, entonces ministro de Guerra y Marina de la Nación. En 1878 concluyó su período como gobernador.
Murió en 1883 en su estancia "Santa Rita" en el partido de Magdalena, provincia de Buenos Aires. La localidad de Carlos Casares y el partido homónimo llevan su nombre.